# Mihov dom na Vršiču
Mihov dom na Vršiču (1085 m) je planinska postojanka, ki stoji ob vršiški cesti na pol poti med Kranjsko goro in Vršičem, nad Veliko Pišnico. Nekoliko višje je postavljena Ruska kapelica v spomin na ruske ujetnike, žrtve snežnega plazu med 1. svetovno vojno. Koča je bila zgrajena po prvi svetovni vojni kot jugoslovanska vojaška postojanka. Leta 1948 je bila preurejena v planinsko postojanko, imenovano po slovenskem alpinistu Mihi Arihu, padlim med drugo svetovno vojno. Dom upravlja PD Kranjska gora.

## Dostop
- 6 km po cesti iz Kranjske gore (peš 1.30 h)

## Prehodi
- 0.30 h: do Koče na Gozdu (1226 m)
- 1 h: do Koče v Krnici (1113 m)

## Vzponi na vrhove
- 5.30 h: Prisojnik (2547 m), po Hanzovi poti
- 5 h: Špik (2472 m), skozi Kačji graben